# Aulacocalyx mapiana
Aulacocalyx mapiana là một loài thực vật có hoa trong họ Thiến thảo. Loài này được Sonké & Bridson mô tả khoa học đầu tiên năm 2001.